# Come Organisation

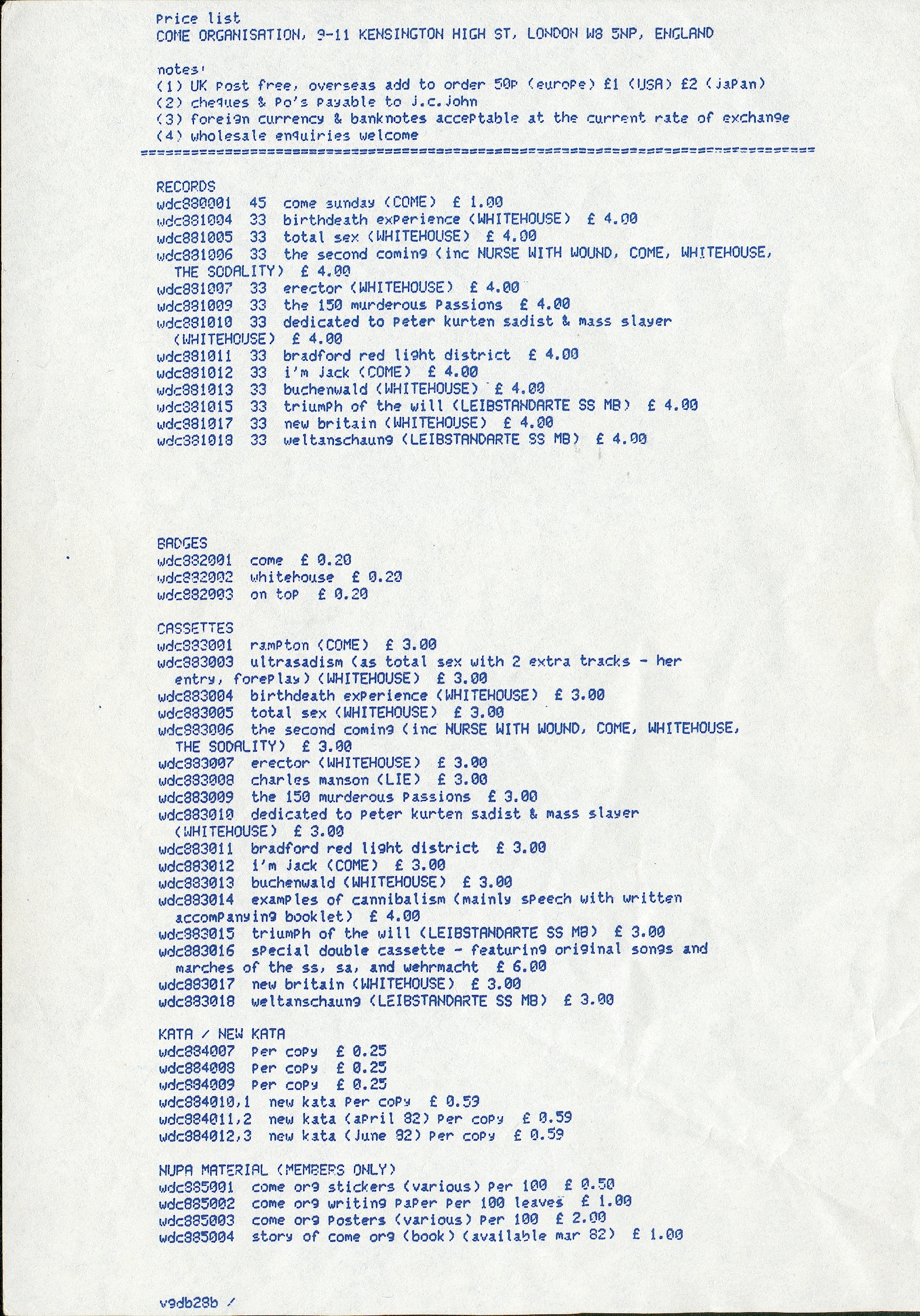
Come Org-Katalog von 1982

Die Come Organisation war ein Label, das von William Bennett im Jahre 1979 in London gegründet wurde. Die Come Organisation war besonders wichtig für die damalige Londoner Musik- und Noiseszene, in der sehr viele experimentelle Musiker verkehrten und sich gegenseitig austauschten.

## Geschichte
Benett gründete das Label für seine damalige Band Come. Später wurde es zu dem Label von Bennets neuer Musikgruppe Whitehouse und für andere extreme elektronische Musik. Als Whitehouse sich 1984 auflöste und viele wichtige Leute der Szene London verließen, wurde auch das Label 1985 aufgelöst. Nachdem sich Whitehouse 1990 wieder gründeten, wurde das Label Susan Lawly gegründet.
Neben Whitehouse und Come wurden auch Alben von Musikern wie Sutcliffe Jügend, Charles Manson, Maurizio Bianchi, Nurse With Wound und ein paar Sampler veröffentlicht, darunter auch der berühmte Power-Electronics-Sampler Für Ilse Koch mit unter anderem Whitehouse, Maurizio Bianchi und Nurse With Wound.
Auf Susan Lawly erschienen zwei Sampler, Anthology I und Anthology II, mit altem Come-Org-Material.

## Kritik
Das Label wurde vor allem wegen des Umgangs mit Alben von Maurizio Bianchi kritisiert. Steven Stapleton, von Nurse With Wound, hatte aus Scherz einen Vertrag aufgesetzt, der Bianchi alle Rechte an seiner Musik aberkannte. Bianchi unterzeichnete den Vertrag jedoch aus sprachlicher Unkenntnis. William Bennett veränderte daraufhin angeliefertes Material von Bianchi. So wurden die Alben unter dem Namen Leibstandarte SS MB veröffentlicht und die Musik mit Reden von Nazi-Größen unterlegt, um den Schockwert zu erhöhen.